# Emil Ritter (Politiker)

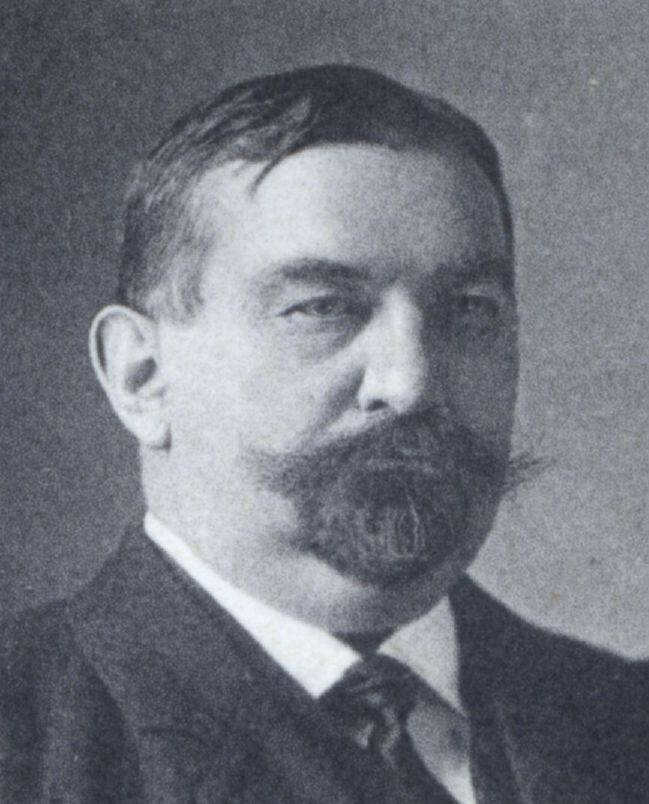
Emil Ritter als Reichstagsabgeordneter 1912

Emil Ritter (* 12. Januar 1858 in Stöven; † 7. Oktober 1914 in Stieglitz, Kreis Czarnikau) war Gutsbesitzer und Mitglied des Deutschen Reichstags.

## Leben
Ritter besuchte von 1868 bis 1873 das Gymnasium zu Schneidemühl. Ab 1884 war er Gutsbesitzer in Stieglitz, Mitglied des Kreisausschusses des Kreises Czarnikau und des Provinziallandtags der Provinz Posen. Er wurde ausgezeichnet mit dem Kronenorden IV. Klasse.
Ab 1908 war er Mitglied des Deutschen Reichstags für den Wahlkreis Bromberg 1 (Czarnikau, Filehne, Kolmar in Posen) und die Deutschkonservative Partei.